# Andrij Kurkow

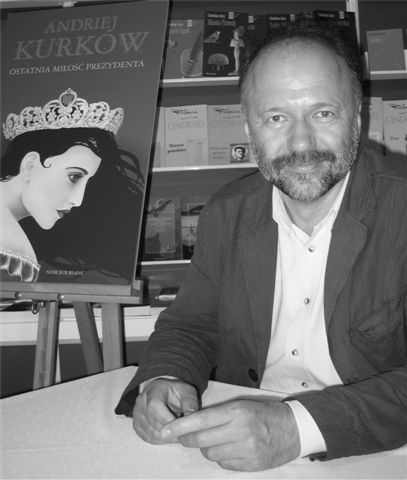
Andrij Kurkow w Warszawie (2007)

Andrij Jurijowycz Kurkow, ukr. Андрі́й Юрійович Курко́в (ur. 23 kwietnia 1961 w Budogoszczy) – ukraiński pisarz i scenarzysta filmowy pochodzenia rosyjskiego, piszący w językach ukraińskim i rosyjskim. Zdobył popularność dzięki błyskotliwemu czarnemu humorowi. W swoich powieściach opisuje współczesną rzeczywistość ukraińską. Najbardziej znana powieść Kurkowa to Kryptonim „Pingwin”.
Urodził się w małej miejscowości Budogoszcz w okręgu leningradzkim. W roku 1983 w Kijowie ukończył Kijowską Państwową Akademię Pedagogiczną Języków Obcych. W latach 1985–1987 odbywał służbę wojskową w więzieniu w Odessie. Był redaktorem naczelnym wydawnictwa Dnipro.
Jest autorem 13 powieści, 5 książek dla dzieci, ponad 20 scenariuszy. Jego książki przetłumaczono na 21 języków. Po pomarańczowej rewolucji, którą Kurkow wspierał, jego wydawnictwo rosyjskie rozwiązało z nim kontrakt z powodu publicznego, negatywnego wypowiadania się o polityce rosyjskiej.
Jak sam twierdzi, pisać zaczął w wieku sześciu lat. Posiadał nietypową pasję – kolekcjonowanie kaktusów. Liczba nazbieranych okazów dochodziła do półtora tysiąca. Ambitnie chciał nauczyć się ich nazw łacińskich. Dzięki temu zdołał szybko opanować inne języki: angielski, francuski, niemiecki, japoński, gruziński i polski. Został tłumaczem przysięgłym języka japońskiego. Ogromnie popularny na Zachodzie, wydawany m.in. w Niemczech, Szwajcarii, Wielkiej Brytanii. Najbardziej znaną (pod różnymi tytułami w różnych krajach) książką jest Kryptonim „Pingwin” oraz jej kolejne części: Przyjaciel zmarłego i Prawo ślimaka. Andrij Kurkow z rodziną mieszka na stałe na Ukrainie, w miejscowości Łazariwka.

## Publikacje
- 1991 – Nie priwiedi mienia w Kengaraks (Не приведи меня в Кенгаракс)
- 1991 – 11 nieobykowiennostiej iż żizni cziepuchonosikow, ich druziej i znakomych (11 необыкновенностей из жизни чепухоносиков, их друзей и знакомых) (książka dla dzieci); przekł. ukr. 2003
- 1993 – Bikfordow mir (Бикфордов мир)
- 1996 – Kryptonim „Pingwin” (Смерть постороннего); przekł. ukr. 2000, przekł. pol. 2004, Agnieszka Lubomira Piotrowska
- 1997 – Piknik na l’du (Пикник на льду)
- 1997 – Dobry anioł śmierci (Добрый ангел смерти); przekł. ukr. 2009, przekł. pol. 2010, Henryk Chłystowski
- 2000 – Igra w otriezannyj paliec (Игра в отрезанный палец); przekł. ukr. 2003
- 2000 – Gieografija odinocznogo wystrieła, trylogia: cz. 1: Skazanie ob. Istinno narodnom kontrolerie, cz. 2: Sud’ba popugaja, cz. 3: Pula naszła gieroja (География одиночного выстрела, Кн. 1: Сказание об истинно народном контролере, Кн. 2: Судьба попугая, Кн. 3: Пуля нашла героя)
- 2001 – Miłyj drug, towariszcz pokojnika (Милый друг, товарищ покойника)
- 2002 – Prawo ślimaka (Закон улитки) (ciąg dalszy Pikniku na ldu); przekł. pol. 2009, Henryk Chłystowski
- 2003 – Sady gospodina Miczurina (Сады господина Мичурина)
- 2004 – Ostatnia miłość prezydenta (Остання любов президента); przekł. ukr. 2005, przekł. pol. 2007, Agnieszka Lubomira Piotrowska
- 2004 – Tonkaja matiematika strasti (Тонкая математика страсти); przekł. ukr. 2005
- 2005 – Lubimaja piesnia kosmopolita (Любимая песня космополита); przekł. ukr. 2005
- 2006 – Prikluczienija cziepuchonosikow (Приключения чепухоносиков) (książka dla dzieci)
- 2007 – Szkoła kotowozduchoplawanija (Школа котовоздухоплавания) (książka dla dzieci); przekł. ukr. 2007
- 2008 – Kazka pro pylososyka Goszu (Казка про пилососика Гошу) (książka dla dzieci)
- 2007 – Nocznoj molocznik (Ночной молочник); przekł. ukr. 2008
- 2010 – Sadownik iz Oczakowa (Садовник из Очакова)
- 2011 – Forel’ a’la nieżnost’ (Форель a’la нежность)
- 2012 – L’wowskaja gastrola Dżimi Hendriksa (Львовская гастроля Джими Хендрикса); przekł. ukr. 2012
- Dziennik ukraiński. Notatki z serca protestu przekł. pol. 2015, Elżbieta Zarych
- Dzienniki inwazji przekł. pol. 2023, Krzysztof Obłucki
- 2018 Szare pszczoły (Серые пчёлы); przekł. pol. 2020 / 2023, Magdalena Hornung
- 2020 Srebrna kość (Самсон и Надежда); przekł. pol. 2024, Agnieszka Matkowska

Scenariusze:
- 1990 Wychid (Вихід)
- 1991 Jama (Яма)
- 1992 Nedil’na wtecza (Недільна втеча)
- 1992 Nicz pro kochannia (Ніч про кохання)
- 1993 Jelysejs’ki pola (Єлисейські поля)
- 1993 Lapka (Ляпка)
- 1996 Smert’ postoronnoho (Смерть постороннього)
- 1997 Pryjatel’ nebiżczyka (Приятель небіжчика)